# 莫尔穆瓦龙
莫尔穆瓦龙（法語：Mormoiron，法語發音：[mɔʁmwaʁɔ̃]）是法国普罗旺斯-阿尔卑斯-蓝色海岸大区沃克吕兹省的一个市镇，属于卡庞特拉区。

## 地理
莫尔穆瓦龙（44°4'4"N, 5°11'1"E）面积25.03 平方千米，位于法国普罗旺斯-阿尔卑斯-蓝色海岸大区沃克吕兹省，该省份为法国东南部内陆省份，北起德龙省，西北接阿尔代什省，西接加尔省，南至罗讷河口省，东南角与瓦尔省接壤，东临上普罗旺斯阿尔卑斯省。
与莫尔穆瓦龙接壤的市镇（或旧市镇、城区）包括：贝端、布洛瓦克、弗拉桑、马藏、圣皮埃尔德瓦索勒、欧宗河畔维尔。

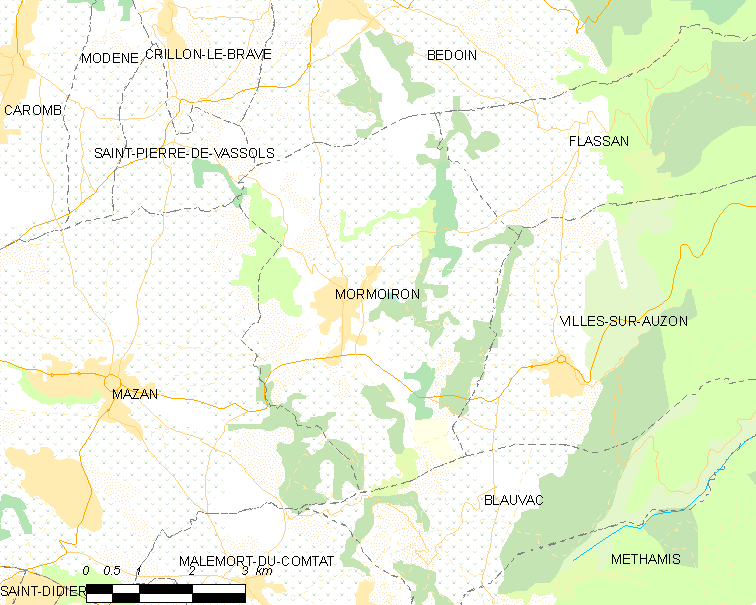
莫尔穆瓦龙的OSM定位图

莫尔穆瓦龙的时区为UTC+01:00、UTC+02:00（夏令时）。

## 行政
莫尔穆瓦龙的邮政编码为84570，INSEE市镇编码为84082。

## 政治
莫尔穆瓦龙所属的省级选区为佩尔讷莱方丹县。

## 人口

1962-2008年间莫尔穆瓦龙人口变化图示

莫尔穆瓦龙于2022年1月1日时的人口数量为1882人。